# Памятник медицинской сестре (Донецк)
Памятник медицинской сестре — памятник в Донецке. Находится в Калининском районе на территории Донецкого базового медицинского училища.
Памятник был открыт 1 сентября 1980 года, на пятидесятилетие основания Донецкого базового медицинского училища. Памятник посвящён выпускницам училища, которые участвовали в Великой Отечественной войне, многие из которых погибли в этой войне. Памятник создан по инициативе преподавателей и студентов училища на собранные ими средства.
Автор памятника — скульптор Александр Порожнюк. Памятник представляет собой скульптуру из кованой меди. Высота скульптуры — 2,8 м, изготовлена в мастерских Донецкого художественного фонда. Постамент плоский, прямоугольный и выложен мраморными плитами размером 3,0×3,5 м. Скульптура установлена у края постамента. На постаменте была пятиконечная звезда, но она была похищена охотниками за цветным металлом и не восстанавливалась. У памятника вообще нет никаких надписей.
Скульптура представляет собой фигуру в полный рост юной девушки — военной медсестры. Девушка одета в армейскую летнюю форму бойца Красной Армии 1940-х годов — пилотку с пятиконечной звездой; гимнастерку; юбку, подпоясанную армейским ремнем и кирзовые сапоги не по ноге — на размер-два больше. На боку висит сестринская военная сумка. Фигура девушки ещё не сформировалась. Лицо сосредоточено. Скульптура стоит на полуметровом основании, небольшая высота основания приближает фигуру девушки к зрителю.